# Roberto Jaramillo Flores
Roberto Jaramillo Flores (Ocotlán, Jalisco, 24 de mayo de 1934) es un político y periodista mexicano que fue fundador del Partido Socialista Revolucionario y miembro del Partido del Frente Cardenista de Reconstrucción Nacional. 
Jaramillo Flores fue dirigente juvenil del Partido Popular Socialista en tiempos de Vicente Lombardo Toledano, hasta que salió del partido y se unió al Comité Nacional de Auscultación y Coordinación en 1971 que en 1972 cambiaría de nombre a propuesta de Jaramillo y Manuel Arturo Salcido Beltrán en Comité Nacional de Auscultación y Organización. A pesar de esto, Jaramillo salió de la agrupación para formar el Comité Organizador y de Consulta, que sería la base del Partido Socialista de los Trabajadores y del que fue expulsado acusado de tratar de apoderarse de la dirección de la Comisión Nacional Organizadora del PST. Jaramillo se escindiría nuevamente y formaría el Movimiento de Organización Socialista, que finalmente se convertiría en el Partido Socialista Revolucionario en 1976 y que apoyaría la campaña de Valentín Campa del Partido Comunista Mexicano. Jaramillo Flores fue Secretario General del PSR de 1979 a 1982. Fue diputado en la L Legislatura del Congreso de la Unión de México por parte de la Coalición de izquierda comunista y después fue diputado nuevamente en la LIV Legislatura del Congreso de la Unión de México por el Partido del Frente Cardenista de Reconstrucción Nacional. 
Actualmente el exdiputado federal radica en Jamay, Jalisco; y se desempeña como jefe de redacción del semanario "La Ribera", de Ocotlán.